# A zavaros víz
A zavaros víz a Vízipók-csodapók című rajzfilmsorozat harmadik évadának kilencedik epizódja. A forgatókönyvet Kertész György írta.

## Cselekmény
A darazsak sárgolyókat gyúrnak a parton. Hátonúszó azt hiszi, hogy a csigák énekükkel őt csúfolják, ezért vízbe dobálja a golyókat, hogy bosszút álljon rajtuk. A csigák fulladoznak a zavaros vízben, de a darazsak is kellemetlen helyzetbe kerülnek a hiányzó golyók miatt...

## Alkotók
- Rendezte: Szabó Szabolcs, Haui József
- Írta: Kertész György
- Dramaturg: Szentistványi Rita
- Zenéjét szerezte: Pethő Zsolt
- Főcímdalszöveg: Bálint Ágnes
- Ének: ?
- Operatőr: Magyar Gyöngyi, Pugner Edit
- Hangmérnök: Bársony Péter
- Hangasszisztens: Zsebényi Béla
- Effekt: Boros József
- Vágó: Czipauer János, Völler Ágnes
- Háttér: N. Csathó Gizella
- Rajzolták: Kricskovics Zsuzsa, Szűcs Édua
- Kihúzók és kifestők: Kiss Mária, Lukács Lászlóné, Zoboki Mariann
- Asszisztens: Hajdu Mariann, Halasi Éva
- Színes technika: Szabó László
- Felvételvezető: Gödl Beáta
- Gyártásvezető: Vécsy Veronika
- Produkciós vezető: Mikulás Ferenc

- A laboratóriumi munkák a Magyar Filmlaboratórium Vállalatnál készültek
- Készítette a Magyar Televízió megbízásából a Pannónia Filmstúdió

## Szereplők
- Vízipók: Pathó István
- Keresztespók: Harkányi Endre
- Fülescsiga: Móricz Ildikó
- Rózsaszín vízicsiga: Géczy Dorottya
- Kék vízicsiga: Benkő Márta
- Éles csiga: Deák B. Ferenc
- Zöld vízicsiga: Pálos Zsuzsa
- Hátonúszó: Velenczey István
- Nagymester (darázs): Horkai János
- Darazsak: Fillár István, Gálvölgyi János, Tarján Péter